# 표량적이혜진
《표량적이혜진》(漂亮的李慧珍)은 2017년 방송되었던 중국의 드라마이다.

## 소개
- MBC 수목드라마 '그녀는 예뻤다'의 중국판 리메이크 드라마

## 등장 인물
- 디리러바 - 이혜진 역
- 성일륜 - 백호우 역
- 리시루이 - 하교 역
- 장빈빈 - 임일목 역
- 왕효 (王骁) - 임호 역
- 왕이난 - 주영 역
- 임위 (任伟) - 미미안 역
- 왕이페이 - 한설 역